# Джонстон, Маршал Конринг
Маршал Конринг Джонстон (англ. Marshall Conring Johnston, род. 1930) — американский ботаник, специалист по таксономии семейства Геснериевые.

## Биография
Маршал Конринг Джонстон родился 10 мая 1930 года в техасском городе Сан-Антонио в семье Теодора Харриса Джонстона и Люсиль Мэри Конринг. В 1945—1947, ещё учась в средней школе, отправлялся на ботанические экспедиции в Мексику. Посетил большую часть штатов северной Мексики — Тамаулипас, Нуэво-Леон, Коауила, Дуранго и Сакатекас. С 1972 по 1974 Джонстон собирал образцы растений в штате Чиуауа. Маршал принимал участие в создании книг Flora of Texas, Flora of North America и Flora Neotropica. В 1970 году была издана работа Джонстона и Д. С. Коррела Manual of the Vascular Plants of Texas. В 1995 году была опубликована книга Джонстона, С. Читема и Л. Маршал The Useful Wild Plants of Texas, the Southeastern and Southwestern United States, the Southern Plains and Northern Mexico. Также Маршал Джонстон был профессором Техасского университета в Остине.

## Растения, названные в честь М. К. Джонстона
- Marshalljohnstonia Henrickson, 1976
- Colubrina johnstonii T.Wendt, 1983
- Crataegus johnstonii J.B.Phipps, 1997
- Euphorbia johnstonii Mayfield, 1991
- Frankenia johnstonii Correll, 1966
- Hedeoma johnstonii R.S.Irving, 1977
- Karwinskia johnstonii R.Fernández, 1988
- Matelea johnstonii Shinners, 1964
- Nerisyrenia johnstonii J.D.Bacon, 1978
- Phacelia marshall-johnstonii N.D.Atwood & Pinkava, 1977
- Portulaca johnstonii Henrickson, 1981